# Humbertiella affinis
Humbertiella affinis (лат.) — вид богомолов рода Humbertiella из семейства Gonypetidae. Встречается в Южной Азии: Индия (Карнатака, Орисса); Шри-Ланка. Длина тела до 32 мм. Тело равномерно коричневатое. Лобный склерит с узкой черноватой полосой, верхний край более дугообразный в середине. Крупные внутренние шипы передних бёдер чёрные только на вершинах. Переднее крыло с менее чёрной косой полосой; костальная область более сетчатая, чем у Humbertiella ceylonica; вторая анальная жилка 3-разветвлённая; переднее крыло обычно простирается до над анальной пластинки, иногда обнажая некоторые части гениталий. Задние крылья менее черноватые.